# Acer Inc.
Az Acer Incorporated (kínaiul 宏碁股份有限公司) egy tajvani multinacionális vállalat, amely számítástechnikai eszközök előállításával foglalkozik. Ez a vállalat birtokolja a legnagyobb szabad számítógép-kereskedelmi láncot Tajpejben. Az eladások alapján az Acer a világ harmadik legnagyobb számítógépgyártója az HP, illetve a Dell Inc. után. Termékei között megtalálhatók az asztali és hordozható számítógépek mellett PDA-k, szerverek, különféle kijelzők, perifériák, valamint elektronikus szolgáltatások kormányzati, üzleti, oktatási és otthoni felhasználók számára.

## Történet
1976-ban alapította Stan Shih (施振榮), a felesége, Carolyn Yeh és 5 társuk a Multitech nevű céget, melyet 1987-ben kereszteltek át Acerré. A Multitech 11 alkalmazottal és 25000 amerikai dollár tőkével indult. Kezdetben elektronikai alkatrészek kereskedelmével és mikroprocesszor-technológiákkal kapcsolatos tanácsadással foglalkoztak. A vállalat központja Hszicse, Tajvan.
Az Acer 1997-ben megvásárolta a Texas Instruments hordozható számítógépeket gyártó részlegét.
2000-ben az Acer leválasztotta magáról a gyártói üzletágat (például Wistron Corporation), hogy erőforrásait az Acer márkanév megerősítésére összpontosíthassa. Az eladások növelése érdekében a vállalat amellett döntött, hogy specifikus marketing-tevékenységbe kezd. Ennek következtében az Acer világszerte megerősödött, miközben az alkalmazottak száma lecsökkent. 2002-ben az Acer-csoport 39000 embert alkalmazott több mint 100 országban. Bevételei elérték a 12,9 milliárd amerikai dollárt ebben az évben. 2005-ben az Acer 7800 embert alkalmazott globális értékesítési és szolgáltatási hálózatában. 2003-ban 4,9 milliárd, 2006-ban pedig 11,31 milliárd amerikai dollár bevételt ért el a vállalat.
Európában az Acer létre hozott egy szövetséget a Ferrari Formula 1 Teammel és két korábbi F1 istállóval, a BAR-Hondával 2000-ben, és a Prost Grand Prix-vel 2001-ben. Népszerű laptopokat és LCD-monitorokat kínálnak Ferrari márkanév alatt. A kapcsolat szélesítését jelzi a bejelentés, miszerint az Acer szponzorálja a Ferrari Formula–1 csapatát 2008-ig. Az Acer nemrégiben vezette be az észak-amerikai piacra Ferrari márkájú termékeit, illetve útjára indította Ferrari márkájú pda termékcsaládját.
Az Acer a világ harmadik legnagyobb PC-gyártója a Hewlett Packard és a Dell után, nemrég szerezte meg a harmadik helyet a Lenovo megelőzésével, a Dell megelőzésével a notebook eladások terén pedig megkaparintotta ennek a piacnak a 2. helyét.
2007. augusztus 27-én az Acer bejelentette, hogy amerikai riválisa, a Gateway Inc. megvásárlását tervezi 710 millió amerikai dollárért. 2008 januárjában az Acer bejelentette, hogy 75%-os részesedést szerzett a Packard Bell társaságban.

## Tevékenységek

### Ausztrália
Az Acer ausztráliai leányvállalata az Acer Computer Australia (ACA), mely 1990-ben lett alapítva és jelenleg ez Ausztrália harmadik legnagyobb személyi számítógépeket értékesítő vállalkozása a Hewlett-Packard Australia és a Dell Australia and New Zealand után. Acer Computer Australia 480 alkalmazottat foglalkoztatott 2006-ban.

### India
Az indiai leányvállalat az Acer India, mely a teljes személyi számítógép-piacon belül olyan szegmensekben is vezető eladó, mint az oktatás. Indiai székhelye Bengaluru.

### Európa, a Közel-Kelet és Afrika
Az Acer az EMEA régióban 18%-os piaci részesedéssel (2005 első negyedév) a notebook-szektorban vezető helyen áll. Az Acernek a régión belül sikerült a notebook piac első helyét megszereznie 13 országban: Olaszországban, Spanyolországban, Ausztriában, Hollandiában, Svájcban, Csehországban, Oroszországban, Portugáliában, Belgiumban, Dániában, Lengyelországban, Szlovákiában, Bosznia-Hercegovinában és Magyarországon. Európa volt 2005-ben a társaság legnagyobb piaca.

### Észak-Amerika
Acer America Corporation, központ San Jose, Kalifornia. Az Acer javítási, gyártási és értékesítési tevékenységeit az Acer America Corporation kezeli az Egyesült Államokban és Kanadában. 1990 szeptemberében az Acer felvásárolta az Altos Computer Systemst, az egyik legnagyobb többfelhasználós és hálózatos UNIX számítógéprendszerek gyártásával foglalkozó vállalatot. 1997 februárjában történt a Texas Instruments Mobile Computing üzletágának felvásárlása, beleértve a díjnyertes TravelMate és Extensa notebook termékcsaládokat, és ezzel az Acer a negyedik legnagyobb notebookgyártóvá vált az Egyesült Államokban. Az Acer America kanadai irodája Mississaugában, Ontario tartományban található, ez kezeli az értékesítési, gyártási és egyéb szolgáltatásokat Kanadában.

## Bírálatok
Az Acert többször perelték, elsősorban egyik legnagyobb riválisa, a Hewlett-Packard támadta. A bírósági döntések szerint az Acer megsértett több szabadalmat, például a notebookok energiaellátásával kapcsolatosakat.
Az Acert számos panasz érte vevőszolgálata miatt is. Az AvoidAcer.com weboldal összegyűjtött különböző panaszokat.

## Termékek
- Asztali számítógépek:
- Notebookok:
  - TravelMate sorozat
  - Tablet PC sorozat
  - Aspire sorozat
  - Extensa sorozat

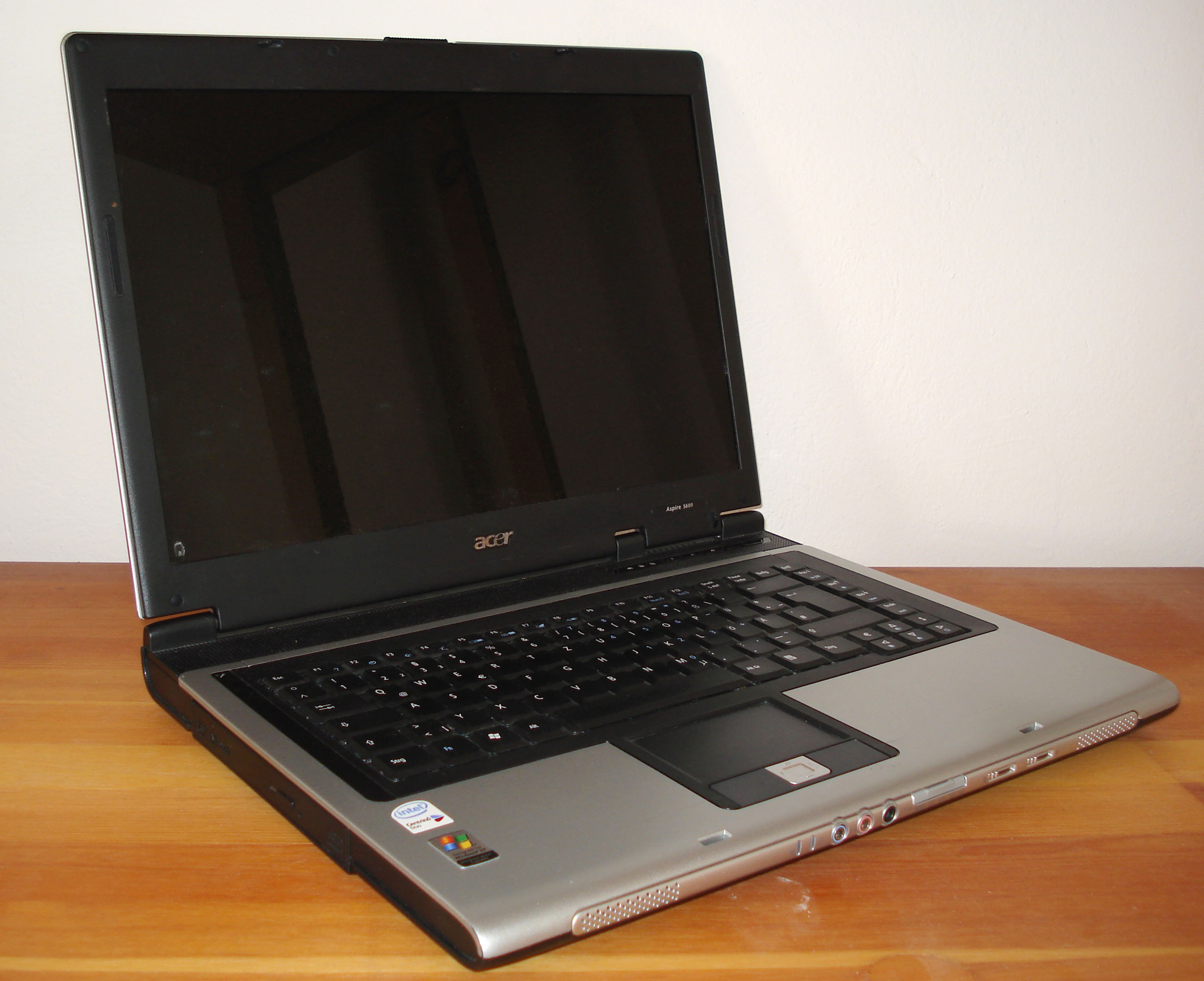
Acer Notebook

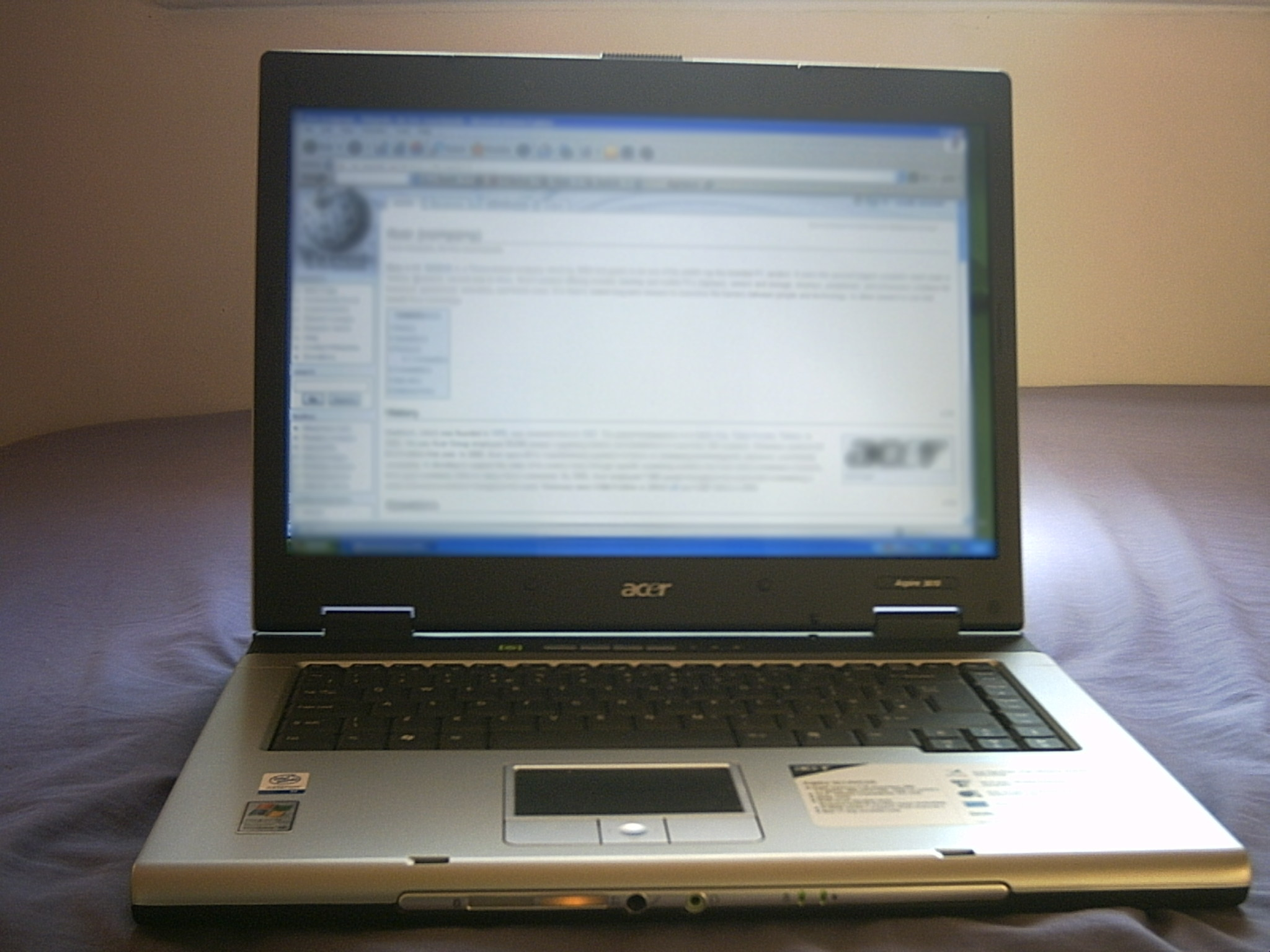
Acer Aspire 3610 Notebook

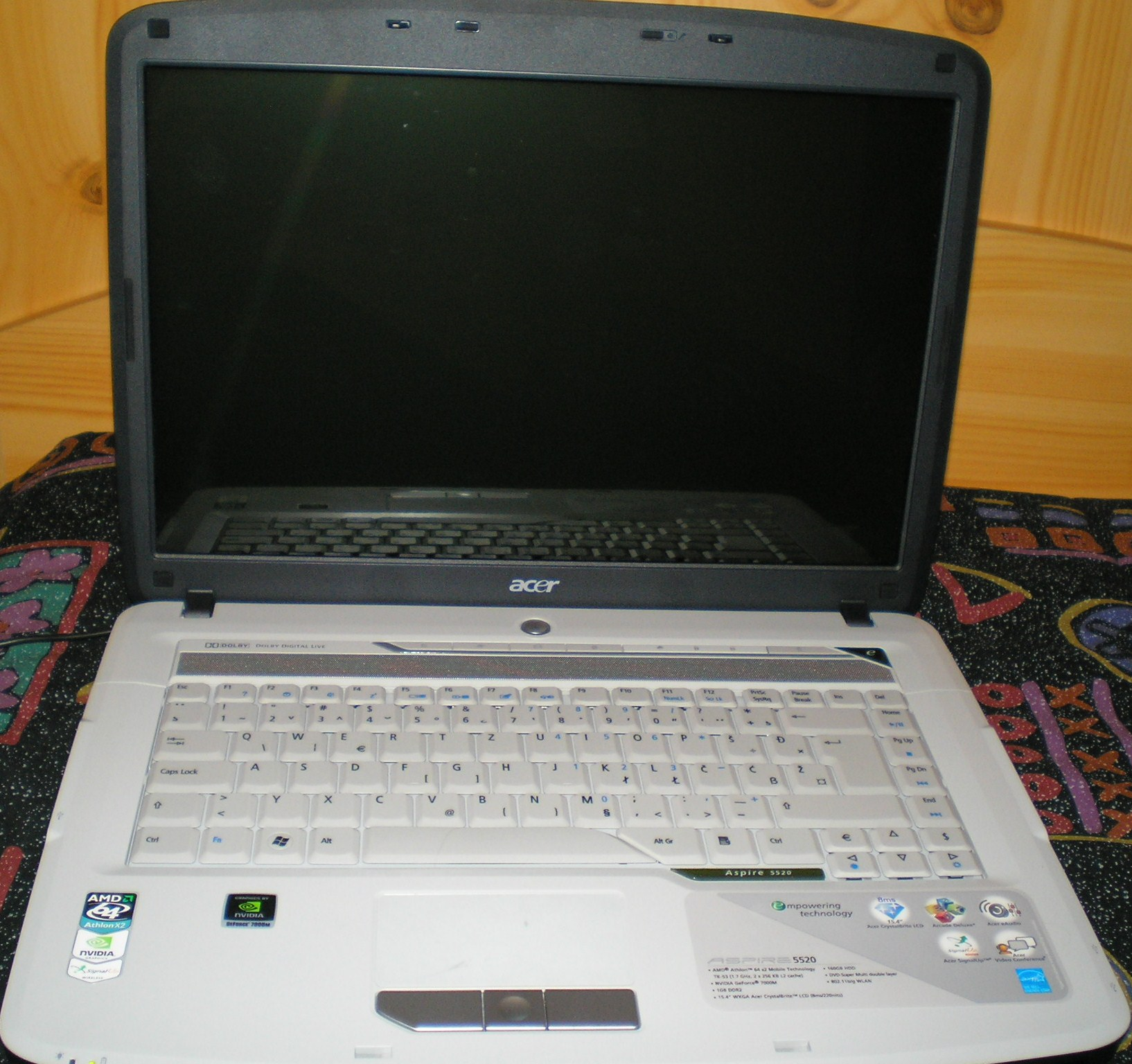
Acer Aspire 5520 Notebook

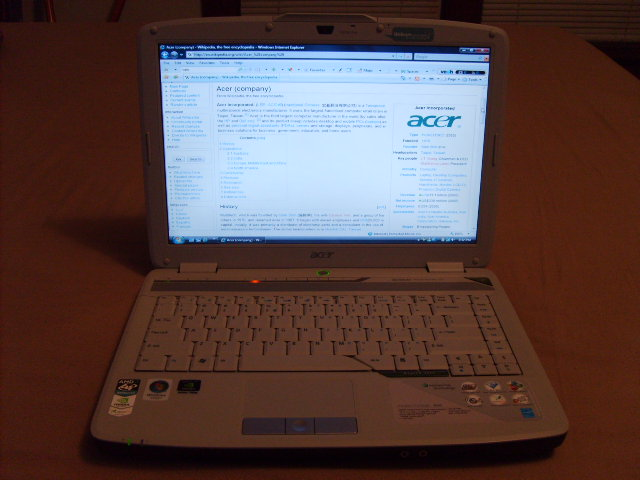
Acer Aspire 4520 Notebook

  - Ferrari sorozat (Processzor: Mobile AMD Turion 64)
- PDA-k:
  - Palm OS PDA-k S sorozata
  - Acer N sorozat
- Navigációs rendszerek: Acer e300 sorozat
- Szerverek és adattároló eszközök:
  - Altos sorozat
- Munkaállomások: PICA
- Monitorok
- Digitális kamerák
- LCD televíziók

## Márkák
- Acer
- eMachines
- Gateway
- Packard Bell (csak Európában)

## Sport
Az Acer szponzorálta a BAR-Honda istállót 2000-ben. 2001-ben a Prost Grand Prix Formula–1-es csapatot támogatta.
Az Acer jelenleg a Ferrari Formula–1 istálló szponzora. 2003-tól az Acer "Gold Partner" szponzora az FC Internazionale – Milano (Inter Milan) Football Clubnak. 2007 januárjától az Acer az FC Barcelona hivatalos szállítója.2007. március 19-én az Acer bejelentette, hogy szponzorálja a Factory Fiat Yamaha Team-et a 2007-es MotoGP Világbajnokságon.